# مستوصف عزيز
مستوصف عزيز هو أحد مستشفيات المنطقة الشرقية بالمملكة العربية السعودية.

## الموقع
يقع مستوصف عزيز بحي المزروعية شارع أبو بكر الصديق بمدينة الهفوف في محافظة الأحساء.

## التخصصات
يضم مستوصف عزيز العديد من التخصصات حيث يشمل:
- عيادة العيون
- عيادة الطبيب العام
- عيادة الأنف والأذن والحنجرة
- عيادة الجراحة
- عيادة الباطنة
- عيادة الأطفال
- عيادة الأسنان
- عيادة الجلدية
- الصيدلية
- المختبر